# 遠藤定吉
遠藤 定吉（えんどう さだきち、弘化2年（1845年）‐大正4年（1915年））は明治時代の浮世絵版画の彫師。

## 略歴
横川竹二郎の弟子。彫工定と号す。作品に慶応3年（1867年）に出版された豊原国周、楊洲周延、柳斎周秀の合作の大判3枚続の錦絵「降御影街賑」がみられる。